# Rockhampton (Queensland)
Rockhampton es una ciudad y un área local del gobierno de Queensland, Australia. La ciudad está situada a orillas del río Fitzroy y a 600 km al norte de la capital del estado, Brisbane.

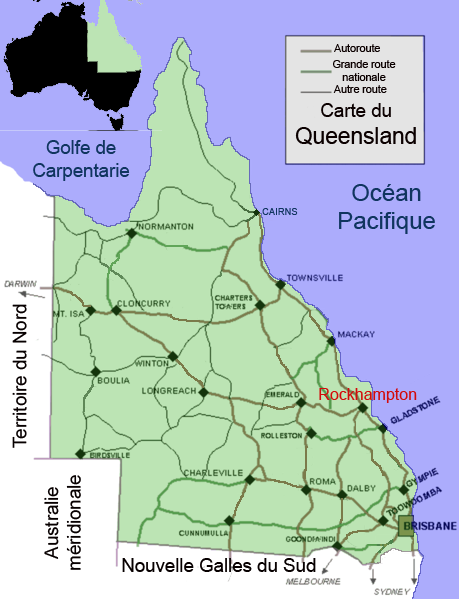
Mapa de Rockhampton

El censo de 2009 registró que la población de Rockhampton tiene 114.105 habitantes. Rockhampton es asiento de un número importante de instituciones gubernamentales del estado central.
Rockhampton tiene 300 días de sol al año, lo que facilita las actividades turísticas todo el año, posibilitando muchas  actividades al aire libre. 
Rockhampton se rige por el Consejo Regional de Rockhampton, el Consejo está formado por un alcalde y 10 concejales. El alcalde es elegido por el pueblo, y los consejeros son elegidos en forma indirecta a través de diez miembros por voto opcional, las elecciones se celebran cada cuatro años.

## Economía

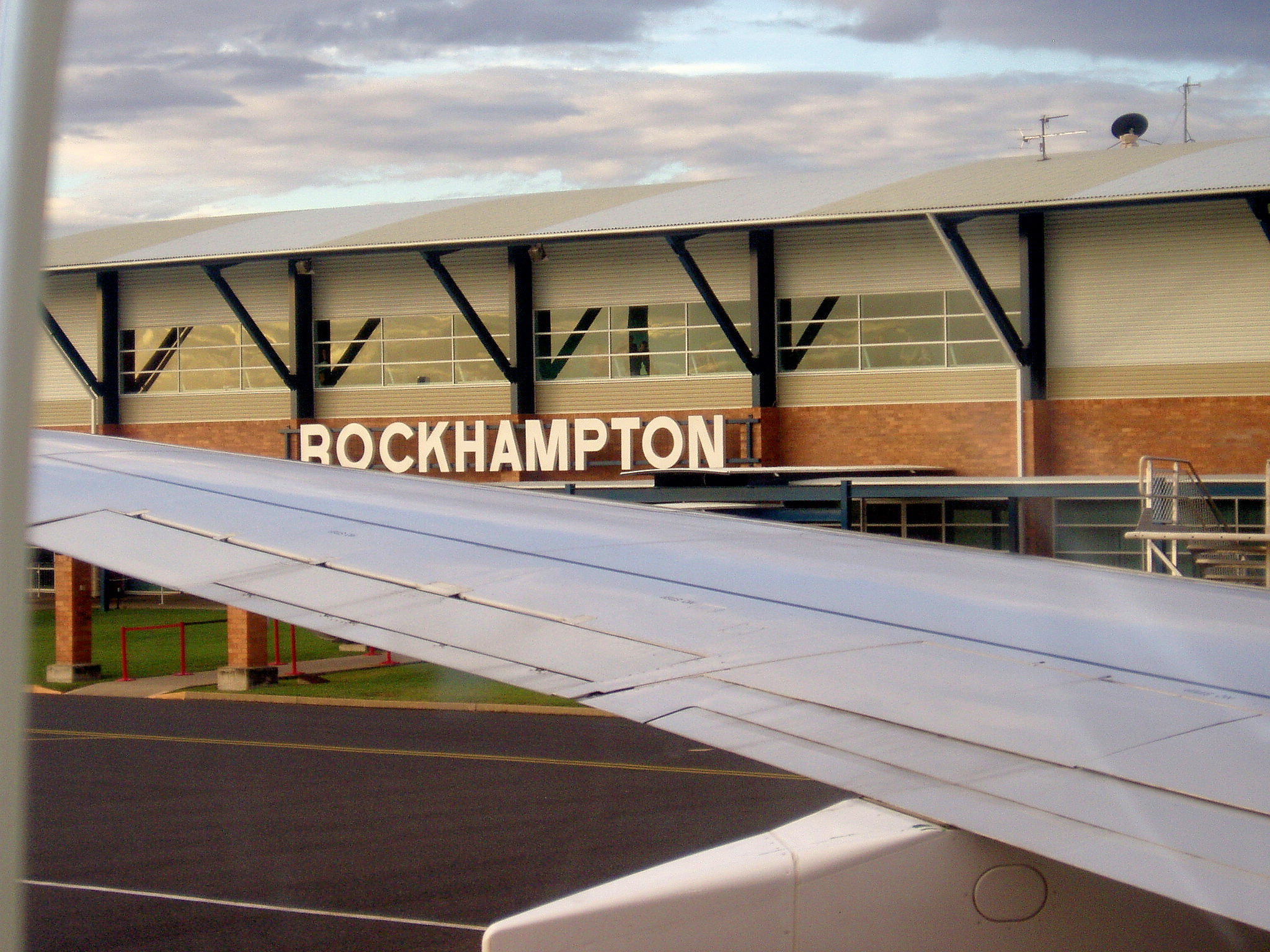
Aeropuerto de Rockhampton

El engorde de animales, mediante el pastoreo sigue siendo una industria dominante en el centro de Queensland, dos mataderos se encuentran en el área de Rockhampton, esta localidad es abastecedora de carne a la capital de Australia.
En sus proximidades se explotan yacimientos de carbón, transitando por ella trenes con vagones de ese material que alimentan una central eléctrica en Stanwell a 30 km de distancia de esta ciudad de Rockhampton.
El turismo es cada vez más importante en el desarrollo de la ciudad y sus alrededores, la ciudad está a una distancia conveniente al norte de Brisbane, proporcionando una parada nocturna a los turistas. La Costa Capricornio es un viaje de 30 minutos de Rockhampton, con las islas del grupo Keppel de fácil acceso, esta localidad cuenta con aeropuerto.